# Omar Ali Saifuddin I.

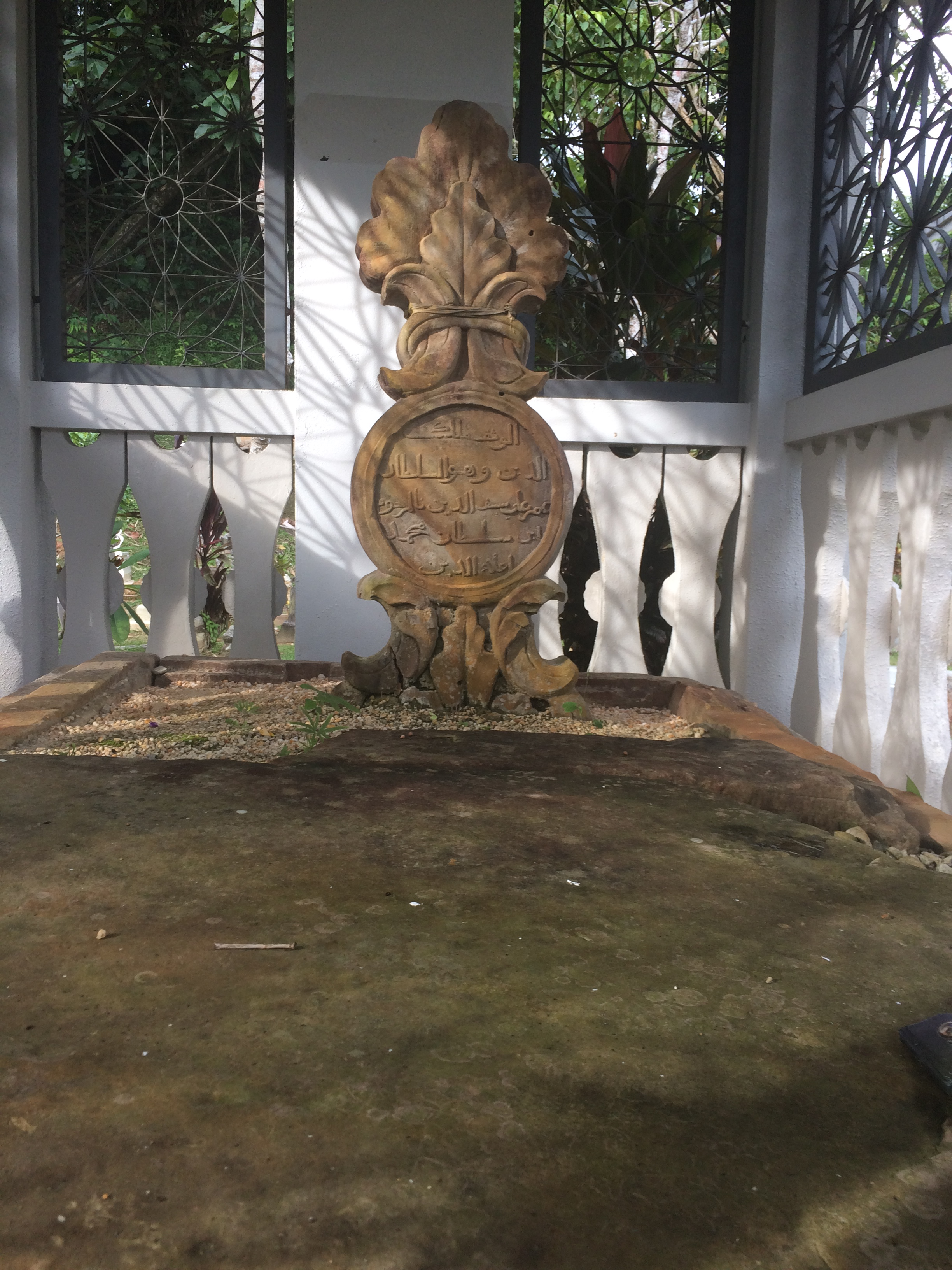
Grabstein von Omar Ali Saifuddin.

Omar Ali Saifuddin I (Jawi: I عمر علي سيف الدين; geb. 3. Februar 1711; gest. 10. Juli 1795) war der achtzehnte Sultan von Brunei nach offizieller Zählung. Er regierte von 1740 bis zu seiner Abdankung zu Gunsten seines ältesten Sohnes Muhammad Tajuddin1778.

## Leben

### Herkunft
Omar Ali Saifuddin war der Sohn von Sultan Muhammad Alauddin Ibni Al Marhum Pengiran Di-Gadong Pengiran Muda Shah Mubin und seiner Frau Pengiran Anak Sharbanun binti Pengiran Bendahara Pengiran Untong.

### Thronfolge
Nach der Abdankung von Sultan Hussin Kamaluddin wurde Pengiran Muda Omar Ali Saifuddin zum Sultan von Brunei erhoben. Nach dem Bericht von Sir Hugh Low war der neue Sultan noch sehr jung, als er auf den Thron kam.

### Regierung
In seiner Regierungszeit versuchte er Frieden und Wohlstand in Brunei zu fördern. Der Brite Thomas Forrest besuchte Brunei im Februar 1776.
Es gab allerdings auch militärische Konflikte in seiner Zeit. Der Sultan entsandte 1769 Truppen unter der Führung von Pehin Orang Kaya Di-Gadong Seri Lela Awang Aliwaddin, um Manila anzugreifen. Seine Armee besiegte die Spanier in Manila und machte einige Gefangene.
Datuk Teting, ein Militär von Sulu, der die britischen Truppen bei Balambangan 1774 besiegt hatte, versuchte auch Brunei zu erobern, wurde aber von Pengiran Temenggong Ampa, dem Onkel des Sultans, 1775 zurückgeschlagen.
Der Sultan dankte 1778 zugunsten seines ältesten Sohnes Muhammad Tajuddin ab.

### Tod

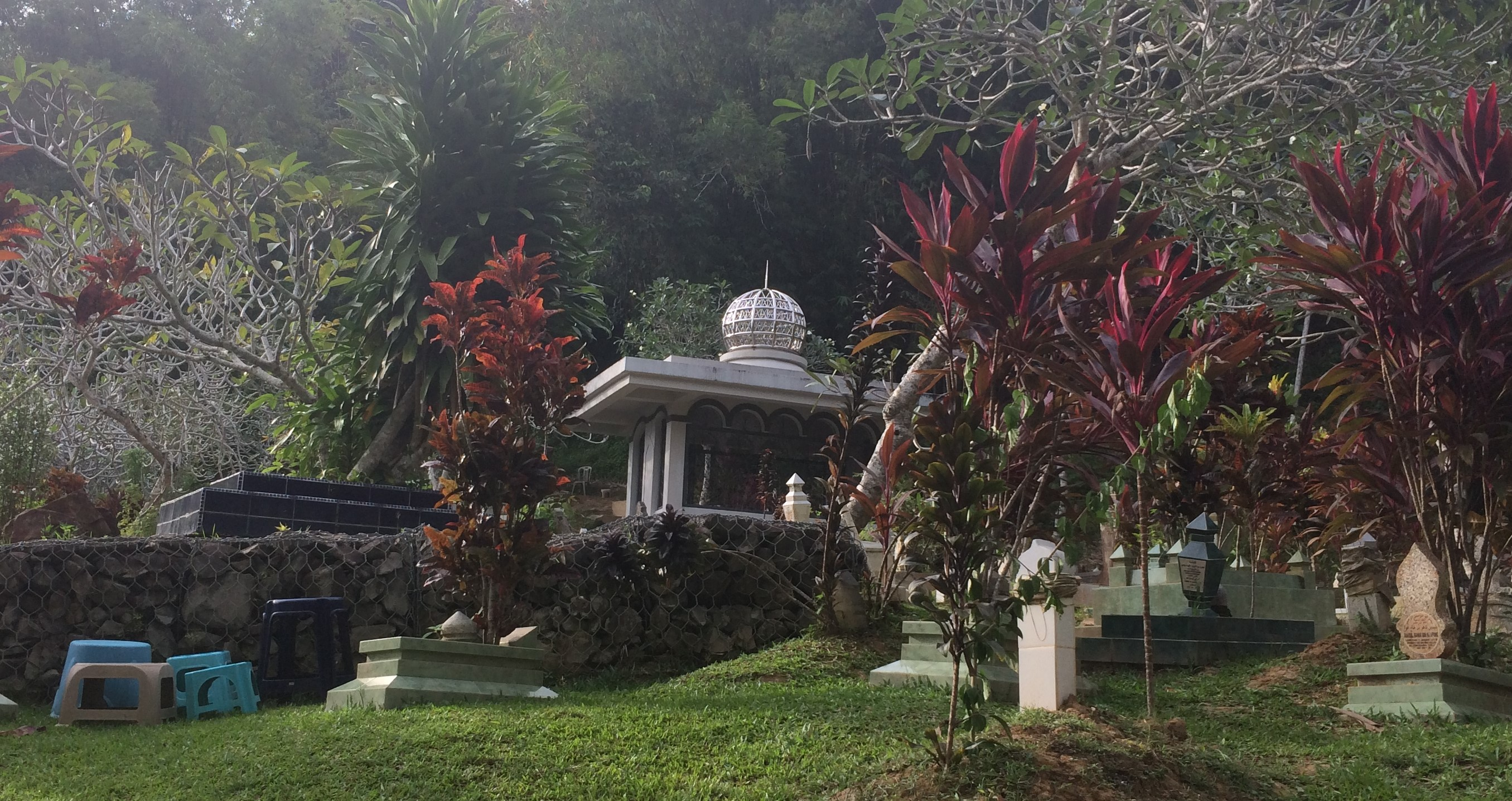
Mausoleum von Omar Ali Saifuddin I. bei Kubah Makam Di Raja, Bandar Seri Begawan

Der Sultan starb am 10. Juli 1795, während der Regierungszeit seines Sohnes Muhammad Tajuddin. Er wurde in Kubah Makam Di Raja in Bandar Seri Begawan beigesetzt. Er war der erste Sultan, der dort beigesetzt wurde. Nach seinem Tod erhielt er den Titel Marhum Makam Besar.